# Bras de Fer
Bras de Fer is de naam van een schermvereniging in Meppel (Drenthe). Bras de Fer is de enige schermvereniging in Zuid Drenthe en de Kop van Overijssel. De vereniging richt zich zowel op de wedstrijdsport als de recreatieve sport. 

## Ontstaan
De huidige schermvereniging is opgericht op 18 juni 1981. Het bestuur bestond uit Sjaak van Leth, Henk van der Kamp en Piet Schreuders. 
De eerste maître was Piet Leering, gevolgd door Jan de Graaf en Ad van der Weg. Er waren toen 10 leden. De naam 'Bras de Fer' is afkomstig van een in 1881 opgerichte Meppelse turnvereniging, die ook een schermafdeling had. Letterlijk betekent de naam "arm van ijzer".

## Organisatie
Op de trainingsavonden (dinsdag) wordt elektrisch geschermd, zowel op floret, degen en sabel onder leiding van maître Bozjidar Welinow.  De thuisbasis van de vereniging is de sportzaal van Hogeschool Stenden (voorheen PABO) aan de Van Der Duijn van Maasdamstraat te Meppel. De vereniging heeft ca. 40 leden en is aangesloten bij de Koninklijke Nederlandse Algemene Schermbond (KNAS).

## Toernooideelname en organisatie
Schermen kent geen competitie, maar losse wedstrijden naar niveau van de schermer. Sommige leden van s.v. Bras de Fer nemen deel aan wedstrijden voor de Nederlandse ranglijst. Meer informatie over hun prestaties is te vinden op de site van de K.N.A.S. en de Nahouw. De schermvereniging organiseert zelf ook toernooien: 
- S.v. Bras de Fer organiseert sinds 2000 een degentoernooi in Meppel dat is uitgegroeid tot een internationaal toernooi met gemiddeld 60 deelnemers. Deze wedstrijd telt mee voor de Nederlandse ranglijst.
- S.v. Bras de Fer organiseert jaarlijks een BoS-schermtoernooi in Meppel. De BoS (Best of Six) is een noordelijke competitie/reeks schermtoernooien die wordt georganiseerd door zes noordelijke verenigingen: Schermkring Friesland uit Leeuwarden in samenwerking met Schermzaal Toth uit Oudkerk, Schermvereniging Heerenleed uit Groningen, Schermvereniging Desperado uit Assen, Schermvereniging Ter Apel (SVTA), Bras de Fer uit Meppel en Schermvereniging Valiant uit ‘t Harde. De opzet van de Best of Six is het organiseren van onderlinge toernooien voor kuikens (jeugd tot 9 jaar), benjamins (jeugd 10 t/m 11 jaar), pupillen (jeugd 12 t/m 13 jaar) en cadetten (jeugd 14 t/m 16 jaar) als opstap naar de landelijke toernooien.